# Liste der Barockbauten in Dresden
Die Liste der Barockbauten in Dresden gibt einen Überblick über bestehende Barockbauten der sächsischen Landeshauptstadt Dresden. Neben bekannten Bauwerken, wie dem Zwinger oder der Frauenkirche hat die „Barockstadt Dresden“ zahlreiche weitere Barockbauten, die entweder den Zweiten Weltkrieg unzerstört überstanden hatten und renoviert wurden oder nach Ende des Zweiten Weltkriegs rekonstruiert wurden. Die Zerstörungsgrade einzelner Barockbauten hatten dabei verschiedene Grade erreicht:

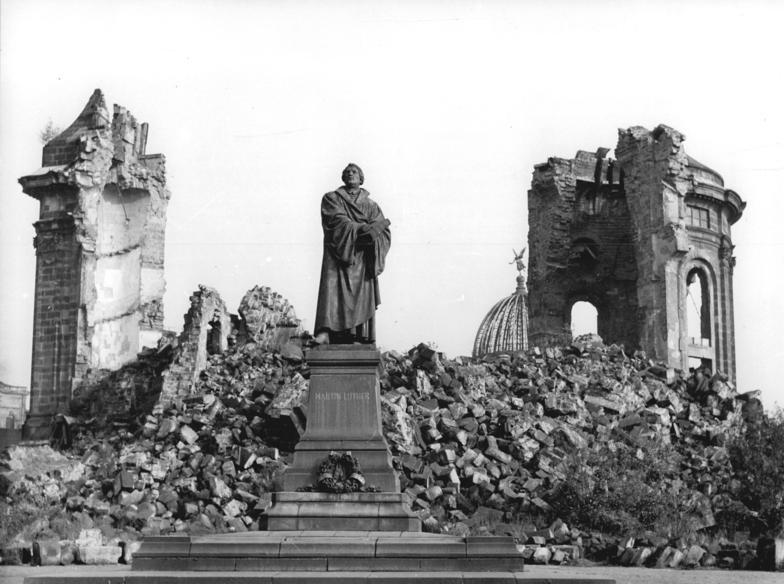
Ruine der Frauenkirche
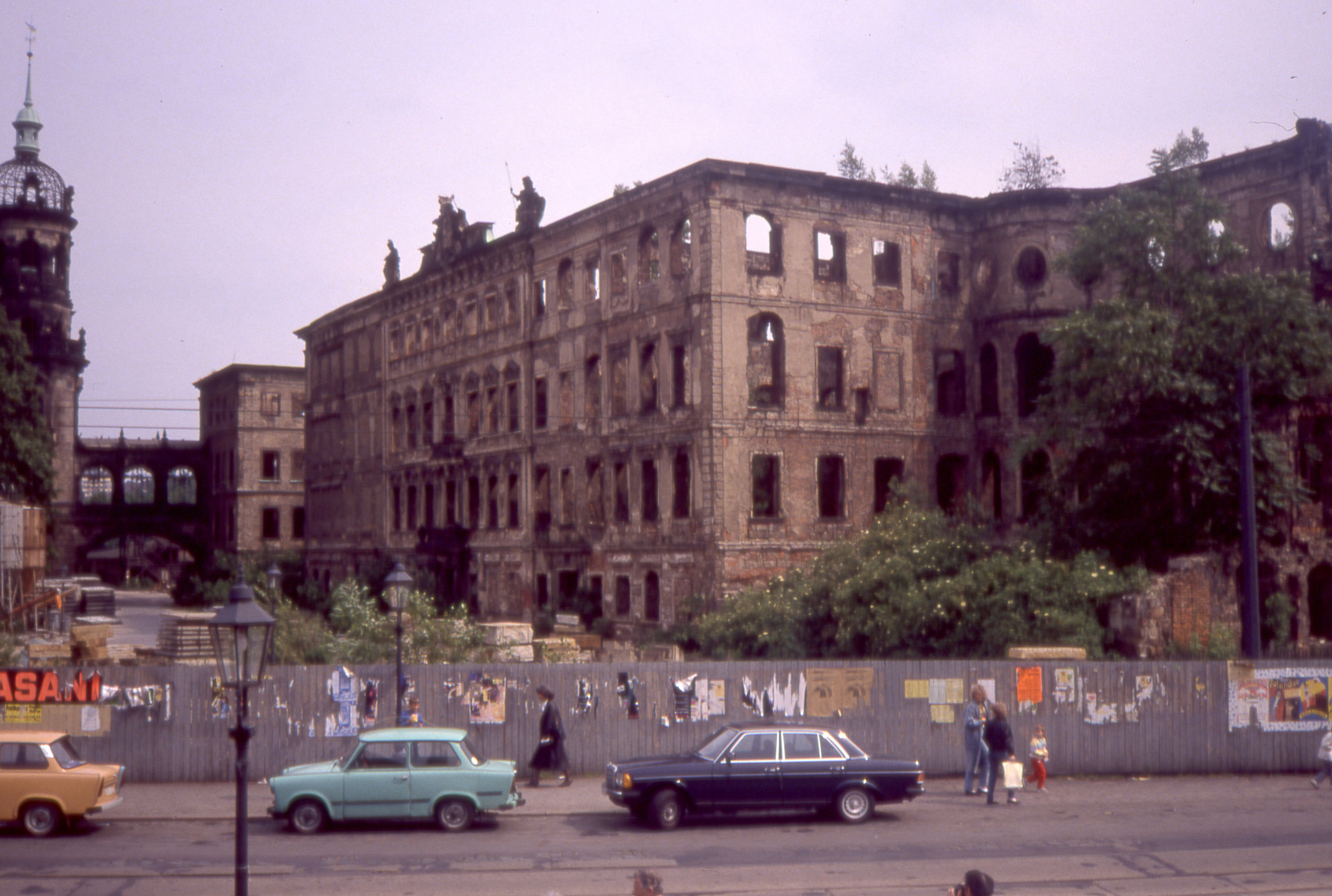
„Skelett“ des Taschenbergpalais’
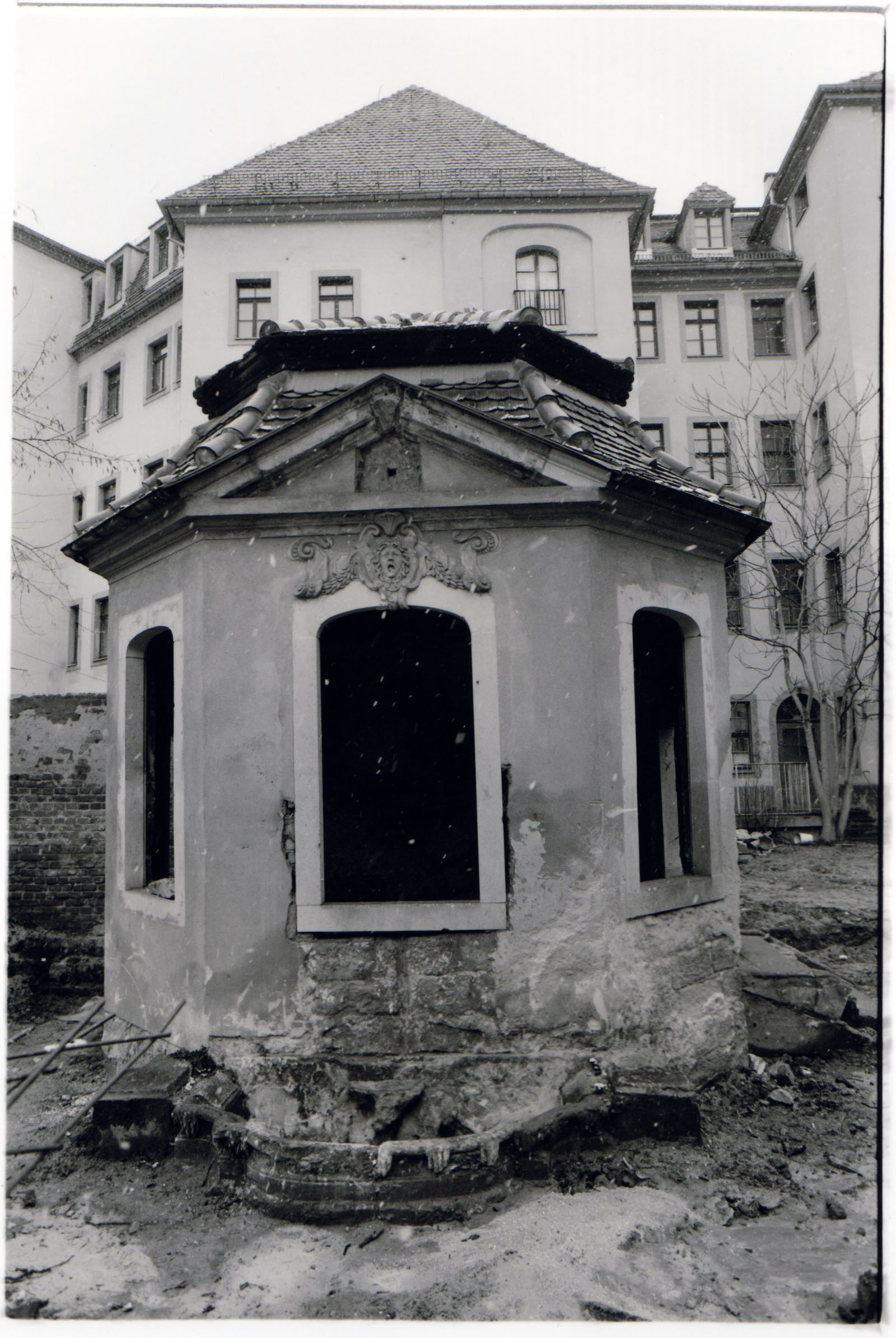
Verfallener Thomae-Pavillon
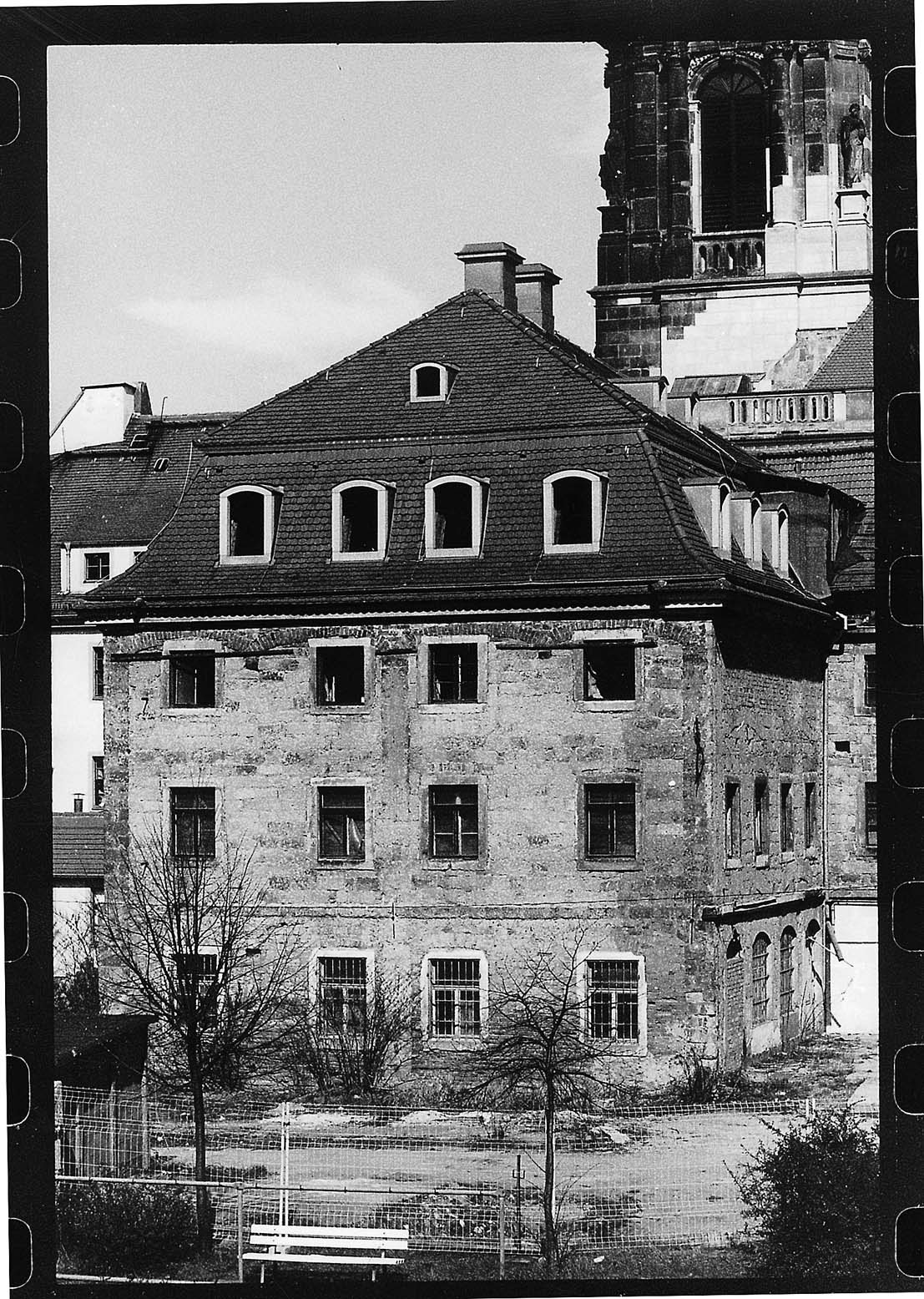
Societaetstheater vor der Renovierung

Die Liste der Barockbauten beinhaltet Gebäude, deren Bausubstanz aus der Barockzeit erhalten ist bzw. die wie im Fall der Loschwitzer Kirche oder des Taschenbergpalais’ als Ruine bestanden und wieder aufgebaut wurden. Von einigen wenigen Gebäuden, wie dem Esseniusschen Haus, dem Dinglinger-Haus oder dem Palais Hoym, sind heute nur noch Fragmente erhalten, die in andere Gebäude integriert wurden. Auch sie wurden der Vollständigkeit halber in die Liste aufgenommen. Es fanden zudem Gebäude in die Liste Aufnahme, die zwar zeitiger entstanden, jedoch zur Zeit des Barock einen Umbau erfuhren, der das Aussehen des Gebäudes noch heute prägt.
In der Liste fehlen, mit Ausnahme des nach seiner Abtragung unmittelbar „in Anlehnung an den Vorgängerbau wieder aufgebauten“ Café Donnersberg, jegliche barockisierende Gebäude, die zum Beispiel im Zuge des Wiederaufbaus des Dresdner Neumarkts seit den 1990er-Jahren entstehen.

## Legende
- Bild: Zeigt einen Ausschnitt des besprochenen Gebäudes bzw. das Gebäude als solches.
- Name: Gibt den Namen des Gebäudes an. Wenn das Gebäude keinen Eigennamen hat, wird es in seiner derzeitigen Funktion genannt, zum Beispiel Bürgerhaus.
- Stadtteil: Nennt den Stadtteil, in dem sich das Gebäude befindet.
- Straße: Nennt die Anschrift des Gebäudes. Der Link des Straßennamens führt zu den Geodaten des Gebäudes.
- Baujahr: Nennt das Baujahr oder markante Baudaten des Gebäudes bzw. in Einzelfällen Bauzeiträume, wenn genaue Daten nicht bekannt sind.
- Architekt: Nennt den Architekten des Gebäudes bzw. in Einzelfällen den in der Literatur angenommenen Architekten des Gebäudes. Vor allem bei Bürgerhäusern sind nur selten die Architekten bekannt.
- Sonstiges: Nennt bauliche Besonderheiten, berühmte Bewohner, heutige Nutzung oder Daten der Sanierung. Gleichzeitig befinden sich hier Anmerkungen zur historischen Bausubstanz der Gebäude.

## Liste der Barockgebäude in Dresden
| Bild | Name                                | Stadtteil            | Straße                     | Baujahr                                          | Architekt                                                                          | Sonstiges |
| ---- | ----------------------------------- | -------------------- | -------------------------- | ------------------------------------------------ | ---------------------------------------------------------------------------------- | --- |
|      | Der Adler                           | Innere Neustadt      | Königstraße 1              | 1734                                             | Michael Günther                                                                    | Fassadendetail Strauß mit goldenem Hufeisen im Schnabel gab dem Gebäude seinen Namen |
|      | Der Anker                           | Innere Neustadt      | Königstraße 10             | 1732–1735                                        | George Zumpe                                                                       | Durchhaus zur Rähnitzgasse 25, erbaut für Sattler Dr. Johann Christoph Richter. Der Name des Hauses leitet sich aus dem Anker in der Kartusche ab. Hier wohnten Adam Friedrich Oeser und Johann Joachim Winckelmann, wovon eine 1998 am Eingang enthüllte Messingtafel zeugt. |
|      | Der Anker                           | Innere Neustadt      | Rähnitzgasse 25            | 1732–1735                                        |                                                                                    | Durchhaus zur Königstraße 10, Kartusche mit Ankersymbol |
|      | Annenkirche                         | Wilsdruffer Vorstadt | Annenstraße                | 1764–1769                                        | Johann George Schmidt                                                              | Turm nach einem Entwurf von Gottlob Friedrich Thormeyer 1823 ergänzt, Turm 1945 teilzerstört und 1997 renoviert |
|      | Bürgerhaus                          | Innere Neustadt      | An der Dreikönigskirche 3  | nach 1710                                        | Johann Christoph von Naumann                                                       | weitgehend schmucklose Fassade |
|      | Bürgerhaus                          | Innere Neustadt      | An der Dreikönigskirche 5  | nach 1724                                        |                                                                                    | Schmuck ausschließlich „aufgemalte[s] Verdachungsdekor“ |
|      | Bürgerhaus                          | Äußere Neustadt      | Bautzner Straße 60         | 1755                                             |                                                                                    | das älteste Gebäude der Äußeren Neustadt, barocke Struktur wurde im 19. Jahrhundert bei einem Umbau vereinfacht |
|      | Bürgerhaus                          | Friedrichstadt       | Friedrichstraße 26         | Baubeginn 1726                                   |                                                                                    | einziges Haus in der Friedrichstadt, dass vor der Aufhebung des Massivbauverbotes im Jahr 1734 entstand, enge Bindung an barocke Bautypenentwürfe, 1832 umgebaut |
|      | Bürgerhaus                          | Friedrichstadt       | Friedrichstraße 29         | 1670, um 1730 barock umgebaut                    |                                                                                    | gilt als „einer der bedeutendsten Bauten der Friedrichstadt“, Barockhaus innerstädtischen Typs, ab 1984 restauriert |
|      | Bürgerhaus                          | Friedrichstadt       | Friedrichstraße 33         | um 1740                                          |                                                                                    | das einzige erhaltene barocke Bürgerhaus Dresdens mit einem Erker |
|      | Bürgerhaus                          | Friedrichstadt       | Friedrichstraße 38         | um 1765                                          |                                                                                    | Pendant zu Haus Friedrichstraße 40 (Zwillingsbau), Fassade mit aufgemalter Gliederung, Rekonstruktion 1997 |
|      | Bürgerhaus                          | Friedrichstadt       | Friedrichstraße 40         | um 1780                                          |                                                                                    | Pendant zu Haus Friedrichstraße 38 (Zwillingsbau), Fassade mit aufgemalter Gliederung, Rekonstruktion 1997 |
|      | Bürgerhaus                          | Friedrichstadt       | Friedrichstraße 44         | 1772                                             |                                                                                    | Geburtshaus von Ludwig Richter, Erinnerungstafel am Eingang, Obergeschoss 1842 klassizistisch umgebaut |
|      | Bürgerhaus                          | Innere Neustadt      | Hauptstraße 15             | zwischen 1713 und 1716                           |                                                                                    | Wiederherstellung der Fassade 1978/79, Fenster und Türen wurden frei rekonstruiert |
|      | Bürgerhaus                          | Innere Neustadt      | Hauptstraße 17             | um 1715                                          | vermutlich Matthäus Daniel Pöppelmann                                              | Wohnhaus von Johann Benjamin Thomae und seinem Schwiegersohn Johann Gottfried Knöffler, Ausbau vermutlich im 19. Jahrhundert, 1978 rekonstruiert |
|      | Bürgerhaus                          | Innere Neustadt      | Hauptstraße 19             | um 1716                                          |                                                                                    | Vorderhaus zum Societaetstheater, Haus 1979 rekonstruiert, das „1980 [mit Ausnahme der Türflügel] nicht mehr im originalen Zustand erhalten[e] Erdgeschoss wurde lediglich in einem dem 18. Jahrhundert angenäherten Zustand wiederhergestellt“                               |
|      | Bürgerhaus                          | Innere Neustadt      | Heinrichstraße 1           | um 1730                                          |                                                                                    | Mittelachse des Gebäudes mit Kartuschen als Fensterverdachung, Lisenen der Außenachsen mit Kapitellen aus angedeutetem Blattwerk |
|      | Bürgerhaus                          | Innere Neustadt      | Königstraße 3              | 1732                                             | Johann Schob, George Bähr                                                          | 1737 im Besitz des Malers Carl Christian Reinow, Ausbau 1742, Sanierung 1992 |
|      | Bürgerhaus                          | Innere Neustadt      | Königstraße 5              | 1733–1734                                        | Martin Zumpe                                                                       | für Johann Christian Zschoch erbaut, 1742 im Besitz von Architekt Johann Christian Simon, Restaurierung 1990 |
|      | Bürgerhaus                          | Innere Neustadt      | Königstraße 9              | 1732–1735                                        | Johann Friedrich Lutz                                                              | barocke Kartusche, sonst fast gänzlich ohne Dekor |
|      | Bürgerhaus                          | Innere Neustadt      | Königstraße 12             | um 1735                                          | mglw. Johann Gottfried Fehre                                                       | Durchhaus zur Rähnitzgasse 27, mit dem nahezu identische Fassade |
|      | Bürgerhaus                          | Innere Neustadt      | Rähnitzgasse 19            | 1730                                             | Johann Gottfried Fehre                                                             | Schauseite Rähnitzgasse mit Kartuschen und Muschelwerk, ursprünglich Wohnhaus Fehres mit Palaischarakter, heute Nutzung als Hotel |
|      | Bürgerhaus                          | Innere Neustadt      | Rähnitzgasse 27            | um 1735                                          | mglw. Johann Gottfried Fehre                                                       | Durchhaus zur Königstraße 12, mit dem nahezu identische Fassade |
|      | Café Donnersberg                    | Innere Neustadt      | Rähnitzgasse 7             | nach 1700                                        |                                                                                    | im Zweiten Weltkrieg nicht zerstört, Ende der 1980er-Jahre aufgrund des schlechten Zustandes bis auf die Kellermauern abgetragen und in Backstein und Stahlbeton nach dem Original wiederaufgebaut                                                                            |
|      | Coselpalais                         | Innere Altstadt      | An der Frauenkirche 12a    | 1745–1746                                        | Johann Christoph Knöffel                                                           | Im Siebenjährigen Krieg beschädigt, 1762 bis 1764 von Julius Heinrich Schwarze neu errichtet, 1945 zerstört, von 1973 bis 1975 teilerrichtet, Hauptgebäude 1999 fertiggestellt                                                                                                |
|      | Dinglingerhaus                      | Innere Altstadt      | Ringstraße 1               | um 1718                                          | Matthäus Daniel Pöppelmann zugeschrieben                                           | Das Haus in der Frauengasse 9 wurde 1945 zerstört, der Brunnen des Hauses wurde beschädigt und 1966 an der Westfassade des Gewandhauses angebracht. |
|      | Dinglingers Weinberg                | Loschwitz            | Schevenstraße 59           | 1. Hälfte des 17. Jahrhunderts (Winzerhaus)      |                                                                                    | Weinberghaus mit Gartenpavillon, die ab 1692 Johann Melchior Dinglinger gehörten, 1710 barocker Umbau des Hauses, Pavillon um 1710 errichtet |
|      | Dreikönigskirche                    | Innere Neustadt      | Hauptstraße                | 1732–1739                                        | Matthäus Daniel Pöppelmann                                                         | 1945 ausgebrannt, 1984–1991 wiederaufgebaut; Dresdner Totentanz im Inneren |
|      | Dreiseitenhof                       | Wilsdruffer Vorstadt | Schützengasse 18           | 1660 (Vorderhaus)                                |                                                                                    | dreiseitiges Gehöft, ältestes Gebäude der Wilsdruffer Vorstadt, ab 1990 saniert, heute Sitz des Umweltzentrum Dresden e. V. |
|      | Esseniussches Haus                  | Friedrichstadt       | Friedrichstraße 50         | 1738                                             |                                                                                    | Haus des Hofzahlmeistes Essenius, 1945 zerstört, nur das Barockportal mit der Inschrift „Gloria“ in der Kartusche blieb erhalten und wurde in den Neubau aus dem Jahr 1999 integriert                                                                                         |
|      | Frauenkirche                        | Innere Altstadt      | Neumarkt                   | 1726–1743                                        | George Bähr                                                                        | 1945 zerstört, 1994–2005 wiederaufgebaut |
|      | Gewandhaus                          | Innere Altstadt      | Ringstraße 1               | 1768–1770                                        | Johann George Schmidt, Johann Friedrich Knöbel                                     | Spätwerk des Barock mit Elementen des Rokoko und Frühklassizismus, heute Nutzung als Hotel |
|      | Hacklsches Haus                     | Innere Neustadt      | Königstraße 13             | um 1746                                          | J. J. Hackl                                                                        | barocke Rohbausubstanz erhalten, reicher ornamentaler Schmuck nicht erhalten, 1824 3. Obergeschoss ergänzt und Satteldach aufgesetzt |
|      | Hegereiterhaus                      | Friedrichstadt       | Friedrichstraße 64         | um 1720                                          |                                                                                    | Haus des Hegereiters des Ostrageheges, zweigeschossiger Fachwerkbau, ursprünglich mit Fledermausfenstern |
|      | Japanisches Palais                  | Innere Neustadt      | Palaisplatz 11             | 1715 Erstbau, barocker Umbau 1727–1733           | Rudolph Fäsch, Umbau Matthäus Daniel Pöppelmann                                    | 1945 schwer beschädigt und bis 1987 wiederaufgebaut, beherbergt heute das Museum für Völkerkunde Dresden, zugehöriger Barockgarten |
|      | Johanneum                           | Innere Altstadt      | Neumarkt                   | 1586–1590, Umbau 1722–1730                       | Paul Buchner, Hans Irmisch, Erweiterung Johann Georg Maximilian von Fürstenhoff    | ursprüngliche Nutzung als Stallhof, barocker Umbau: erste Etage und Englische Treppe; klassizistischer Umbau 1872–1876, beherbergt heute das Verkehrsmuseum Dresden |
|      | Kathedrale Ss. Trinitatis           | Innere Altstadt      | Schlossplatz               | 1739–1755                                        | Gaetano Chiaveri                                                                   | Kathedrale des Bistums Dresden-Meißen, Wettiner-Gruft mit Gräbern der sächsischen Königsfamilie ab 1700 |
|      | Kreuzkirche                         | Innere Altstadt      | Altmarkt                   | 1764–1792                                        | Johann George Schmidt, Christian Friedrich Exner, Gottlob August Hölzer            | spätbarocker-klassizistischer Bau, 1945 ausgebrannt und bis 1955 wiederaufgebaut |
|      | Kügelgenhaus                        | Innere Neustadt      | Hauptstraße 13             | 1697, Umbau 1750                                 | Michael Burger                                                                     | ab 1808 Wohnung Gerhard von Kügelgens, der hier einen Salon unterhielt, beherbergt heute das Museum der Dresdner Romantik |
|      | Kurländer Palais                    | Innere Altstadt      | Tzschirnerplatz 3–5        | 1728–1729                                        | Johann Christoph Knöffel                                                           | ursprünglich Gouvernementsgebäude, 1945 zerstört, seit 2006 erfolgt der Wiederaufbau |
|      | Landhaus                            | Innere Altstadt      | Wilsdruffer Straße 2       | 1770–1776                                        | Friedrich August Krubsacius                                                        | als Land- und Steuerhaus angelegt, beherbergt heute das Stadtmuseum Dresden |
|      | Lippertsches Haus                   | Innere Neustadt      | Königstraße 5a             | zwischen 1730 und 1744                           |                                                                                    | 1776 im Besitz von Philipp Daniel Lippert, später Verlagsgebäude von Walter Hahn, heute Sitz des sächsischen Landesstudios des ZDF |
|      | Loschwitzer Kirche                  | Loschwitz            | Pillnitzer Landstraße 8    | 1705–1708                                        | George Bähr, Johann Christian Fehre                                                | 1945 zerstört, 1989 bis 1994 wiederaufgebaut, die Kirche hat heute den Nosseni-Altar der zerstörten Dresdner Sophienkirche |
|      | Maria am Wasser                     | Hosterwitz           | Kirchgasse 7               | 1495, barocker Umbau 1704                        |                                                                                    | Schifferkirche mit Kirchfriedhof, an der Kirchenmauer befindet sich der Schnuffstein in Erinnerung an Carl Maria von Webers Kapuzineräffchen Schnuff |
|      | Matthäuskirche                      | Friedrichstadt       | Friedrichstraße 43         | 1728–1730                                        | Matthäus Daniel Pöppelmann zugeschrieben                                           | Pöppelmanns Gruft befindet sich unter dem Altar der Kirche, die Kirche brannte 1945 aus und wurde von 1974 bis 1978 wiederaufgebaut |
|      | Neustädter Wache                    | Innere Neustadt      | Neustädter Markt 19        | 1732–1737, Geschoss 1749–1755                    | Zacharias Longuelune                                                               | Ursprünglich eine Kontroll- und Zollstation, 1945 zerstört und 1980 als Restaurant wiedereröffnet, heute Veranstaltungsort |
|      | Palais Beichlingen                  | Innere Altstadt      | Landhausstraße 6           | 1712–1715                                        | George Bähr, George Haase                                                          | 1945 zerstört, 2008–2010 wiederaufgebaut des British Hotel |
|      | Palais Brühl-Marcolini              | Friedrichstadt       | Friedrichstraße 41         | 1736–1748                                        | Johann Christoph Knöffel                                                           | mit französischem Garten, auf dem Gelände befindet sich der Neptunbrunnen; heutige in das Krankenhaus Friedrichstadt integriert |
|      | Palais im Großen Garten             | Seevorstadt          | Hauptallee                 | 1676                                             | Johann Georg Starcke                                                               | als Lustschloss konzipiert, im Zentrum des Großen Gartens, einer der ältesten Barockbauten Sachsens, 1945 schwer beschädigt, äußerlich wiederhergestellt |
|      | Palais Hoym                         | Innere Altstadt      | Landhausstraße 11          | 1739–1742                                        | Johann Christoph Knöffel                                                           | Palais 1945 zerstört und abgetragen, der Knöffler-Brunnen (1765/66) blieb erhalten und befand sich bis 2005 am Anbau des Polizeipräsidiums und ist derzeit eingelagert, originalgetreuer Wiederaufbau des Palais im Quartier III des Neumarkts ist geplant                    |
|      | Rädlersche Schule                   | Äußere Neustadt      | Louisenstraße 59           | 1789                                             |                                                                                    | Bau aus der Entstehungszeit des Stadtviertels, Medaillon mit der Inschrift Bete und arbeite über dem Portal |
|      | Die Regierung                       | Innere Neustadt      | Große Meißner Straße 15    | 1723–1724                                        | Johann Georg Gebhardt                                                              | 1734 durch Matthäus Daniel Pöppelmann erweitert, heute in das Hotel Bellevue integriert |
|      | Residenzschloss                     | Innere Altstadt      | Taschenberg 2              | um 1400, barocker Teilumbau 1717–1719            | Umbau durch Matthäus Daniel Pöppelmann und Johann Georg Maximilian von Fürstenhoff | im Schloss fließend die verschiedensten Stilrichtungen zusammen, 1945 bis auf die Grundmauern niedergebrannt wird es seit 1963 (Georgenbau) und in seiner Gesamtheit seit 1986 wiederaufgebaut                                                                                |
|      | Das Roß                             | Innere Neustadt      | Königstraße 7              | 1734, Vollendung 1737–1738                       | George Zumpe, Fertigstellung durch Christoph Junge                                 | Name leitet sich aus dem Pferd in der Kartusche ab |
|      | Schießhaus                          | Wilsdruffer Vorstadt | Am Schießhaus 10           | 1767                                             |                                                                                    | ursprünglich als Vereinshaus der Scheibenschützen errichtet, 1995 saniert, heute als Restaurant genutzt; Gebäude ist „ein Beispiel für schmucklose, aber wohlproportionierte barocke Architektur, wie sie nach dem Siebenjährigen Krieg errichtet wurde“                      |
|      | Schloss Pillnitz – Bergpalais       | Pillnitz             | August-Böckstiegel-Straße  | 1722–1723                                        | Zacharias Longuelune, Matthäus Daniel Pöppelmann                                   | entstand als Pendant zum Pillnitzer Wasserpalais |
|      | Schloss Pillnitz – Wasserpalais     | Pillnitz             | August-Böckstiegel-Straße  | 1720–1721                                        | Zacharias Longuelune, Matthäus Daniel Pöppelmann                                   | ursprünglich drei einzelne Pavillons, Freitreppe von Longuelune aus dem Jahr 1725 |
|      | Schloss Übigau                      | Übigau               | Rethelstraße 47            | 1724–1726                                        | Johann Friedrich Eosander von Göthe                                                | als Lustschloss des Adels erbaut, steht seit 1990 leer und verfällt |
|      | Societaetstheater                   | Innere Neustadt      | An der Dreikönigskirche 3a | um 1740                                          |                                                                                    | als Gartenhaus errichtet, ab 1779 durch das Societaetstheater genutzt |
|      | Taschenbergpalais                   | Innere Altstadt      | Taschenberg 3              | 1705–1708, Erweiterungen 1718–1720 und 1747–1750 | Johann Friedrich Karcher                                                           | als „Türkisches Palais“ erbaut, Erweiterungen durch Matthäus Daniel Pöppelmann und Raymond Leplat sowie Johann Christoph Knöffel; 1945 zerstört und 1992 bis 1995 als Taschenbergpalais Kempinski Dresden wiederaufgebaut                                                     |
|      | Thomae-Pavillon                     | Innere Neustadt      | Hauptstraße 22             | vor 1751                                         | Johann Benjamin Thomae                                                             | Pavillon im Barockgarten am Societaetstheater Dresden, in den 1990er-Jahren instand gesetzt, Lunabüste von Thomae am Pavillon heute eine Kopie in Carraramarmor |
|      | Torhaus Alter Katholischer Friedhof | Friedrichstadt       | Friedrichstraße 54         | um 1742                                          |                                                                                    | im Zuge der ersten Erweiterung des Friedhofs gebaut, enthielt ursprünglich die Wohnung des Totenbettmeisters und den Aufbewahrungsraum |
|      | Weinbergkirche                      | Pillnitz             | Bergweg 3                  | 1723–25                                          | Matthäus Daniel Pöppelmann                                                         | Kirche mitten in den Pillnitzer Weinbergen, heute sowohl Gotteshaus als auch Veranstaltungsort |
|      | Zum Einhorn                         | Innere Neustadt      | Obergraben 11              | um 1695                                          |                                                                                    | mittelalterliche Teile in Neubau nach dem Stadtbrand einbezogen, mehrere Erweiterungen, nach 1994 saniert |
|      | Zwinger                             | Innere Altstadt      | Theaterplatz 1             | 1709–1728                                        | Matthäus Daniel Pöppelmann                                                         | 1945 schwer beschädigt, bis 1963 wiederaufgebaut, beherbergt heute die Gemäldegalerie Alte Meister, den Mathematisch-Physikalischen Salon, die Porzellansammlung und die Rüstkammer                                                                                           |